# Vatroslav Lichtenegger
Vatroslav Lichtenegger (* 1809 in Poljčane, heute Slowenien; † 15. April 1885 in Zagreb, heute Kroatien) war ein österreichisch-kroatischer Komponist.

## Leben
Lichtenegger harmonisierte 1861 die Nationalhymne Kroatiens – „Lijepa naša domovino“.
Er starb mit über 75 Jahren und fand seine letzte Ruhestätte auf dem Mirogoj-Friedhof in Zagreb.
Lichtenegger ist der Vater der Opernsängerin Mathilde Mallinger.

## Schüler (Auswahl)
- Julius Epstein
- Richard Epstein